# Гуантанамо (провинция)
Гуантанамо е провинция в Куба с площ 6167.97 км² и население 510 706 души (2004). Административен център на провинцията е град Гуантанамо.

## Административно деление
Провинцията се поделя на 10 общини.

## Население
Населението на провинцията през 2004 година е 510 706 души от които 208 000 са от бялата раса.